# Domaine de Takamatsu
Ne doit pas être confondu avec Château de Takamatsu (Kagawa).

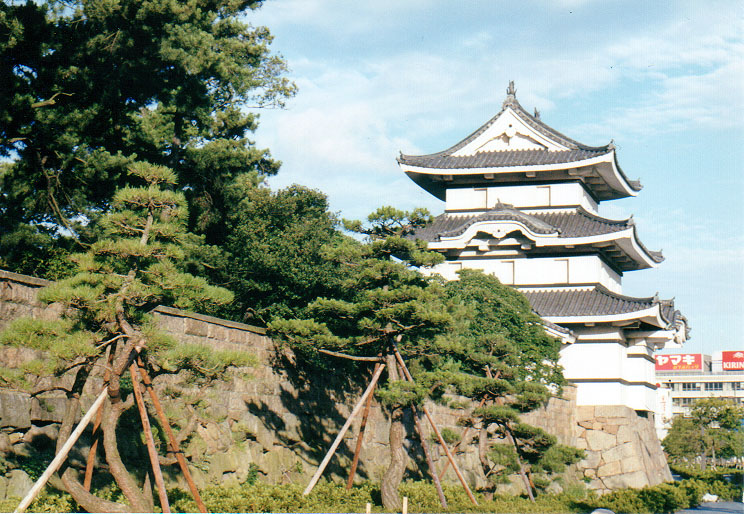
Une yagura (tourelle) du château de Takamatsu.

Le domaine de Takamatsu (高松藩, Takamatsu-han) était un han ou domaine féodal dans la province de Sanuki (aujourd'hui dans la préfecture de Kagawa) au Japon, au cours de la période Edo. Le domaine était dirigé d'abord par le clan Ikoma puis par le clan Mito-Matsudaira.

## Histoire

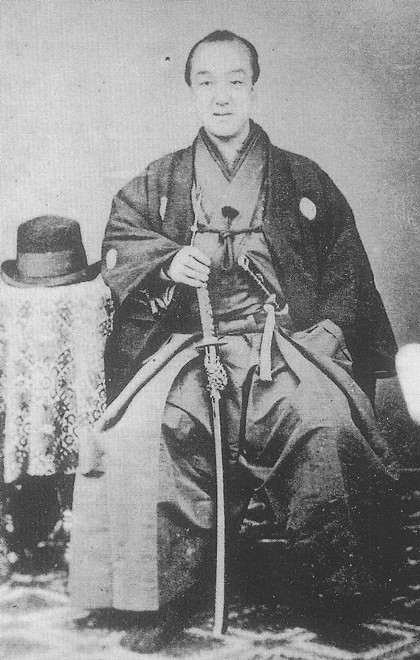
Matsudaira Yoritoshi, le dernier daimyo de Takamatsu.

Le domaine de Takamatsu a été fondé en 1587, après que les forces de Hideyoshi Toyotomi ont soumis l'île de Shikoku. Le général Ikoma Chikamasa s'était alors vu accorder la province entière de Sanuki, évaluée à 173 000 koku. Puisqu'ils étaient alliés à Ieyasu Tokugawa à la bataille de Sekigahara, les Ikoma ont gardé leur fief, jusqu'en 1640, quand ils se sont installés au domaine de Yashima à la suite d'un soulèvement. Pendant un certain temps, le domaine a été divisé entre les fiefs voisins, mais en 1642, le domaine de Takamatsu a été reformé, cette fois sous le contrôle de Matsudaira Yorishige, un fils de Tokugawa Yorifusa, onzième fils de Ieyasu Tokugawa, qui était alors le premier daimyo du domaine de Mito. Les Matsudaira de Takamatsu ont gardé une certaine influence dans le shogunat Tokugawa et ont aidé dans les communications du domaine avec la cour impériale.
En 1868, les forces de Takamatsu ont combattu pour le shogunat à la bataille de Toba-Fushimi, mais ont été défaites ; peu après, Takamatsu lui-même s'est rendu aux domaines voisins de Tosa et de Marugame. Deux des karō du domaine, Oga Mataemon et Obu Hyōgo, ont été exécutés ; le daimyo, Matsudaira Yorishige, a été condamné à l'isolement pendant un certain temps, mais fut plus tard gracié.
Comme tous les autres domaines du Japon, celui de Takamatsu a été dissous en 1871. Le territoire fut d'abord nommé « préfecture de Takamatsu » (高松県, Takamatsu-ken), mais est devenu plus tard une partie de la préfecture de Kagawa (香川県, Kagawa-ken).

## Liste des daimyos
- Clan Ikoma 1587-1640 (tozama ; 173 000 koku)

|   | Nom                        | Dates     |
| - | -------------------------- | --------- |
| 1 | Ikoma Chikamasa (生駒親正) | 1587-1600 |
| 2 | Ikoma Kazumasa (生駒一正)  | 1600-1610 |
| 3 | Ikoma Masatoshi (生駒正俊) | 1610-1621 |
| 4 | Ikoma Takatoshi (生駒高俊) | 1621-1640 |

- Clan Matsudaira 1642-1871 (shinpan ; 120 000 koku)

|    | Nom                             | Dates     |
| -- | ------------------------------- | --------- |
| 1  | Matsudaira Yorishige (松平頼重) | 1642-1673 |
| 2  | Matsudaira Yoritsune (松平頼常) | 1673-1704 |
| 3  | Matsudaira Yoritoyo (松平頼豊)  | 1704-1735 |
| 4  | Matsudaira Yoritake (松平頼桓)  | 1735-1739 |
| 5  | Matsudaira Yoritaka (松平頼恭)  | 1739-1771 |
| 6  | Matsudaira Yorizane (松平頼真)  | 1771-1780 |
| 7  | Matsudaira Yorioki (松平頼起)   | 1780-1792 |
| 8  | Matsudaira Yorinori (松平頼儀)  | 1792-1821 |
| 9  | Matsudaira Yorihiro (松平頼恕)  | 1821-1842 |
| 10 | Matsudaira Yoritane (松平頼胤)  | 1842-1861 |
| 11 | Matsudaira Yoritoshi (松平頼聰) | 1861-1871 |